# Schloss Nassenerfurth
Koordinaten: 51° 1′ 30″ N, 9° 15′ 46″ O
Das Schloss Nassenerfurth, auch Baumbachsches Schloss genannt, später zeitweilig Schloss Hirschrain, derzeit Schloss Hirschgarten, befindet sich im Osten der Dorfanlage von Nassenerfurth, einem Stadtteil von Borken im nordhessischen Schwalm-Eder-Kreis. Es steht an der Stelle einer wohl im 14. Jahrhundert erbauten und 1485 zerstörten Wasserburg auf 183 m über NHN und ist noch heute von Wassergräben umgeben. Die Anlage besteht aus drei größeren Flügeln, die gewinkelt und grob halbkreisförmig einen nach Osten offenen Innenhof flankieren, einem Treppenturm und einer geräumigen Vorburg mit Wirtschafts- und Wohngebäuden.

## Geschichte

Das Wappen der Holzsadel, urkundliche Erstbesitzer der vorangegangenen Wasserburg

Wann die ursprüngliche Wasserburg erbaut wurde, ist nicht bekannt. Sie wird erstmals im Jahre 1338 erwähnt, als die Brüder Eberhard, Widerold und Konrad von Hohenberg, genannt Holzadel, Söhne des Hermann gen. Holtzsatel aus „Erpherde“ (Trocken- oder Nassenerfurth), als Inhaber eines Homberger Burglehens in Nassenerfurth genannt werden. Im Jahre 1400 wird berichtet, dass den Holzsadel zu Nassenerfurth eine Kemenate und eine Wohnung verbrannt seien. Dies geschah offensichtlich im Zuge der langdauernden kriegerischen Auseinandersetzungen zwischen Kurmainz, das in Nassenerfurth ein Vorwerk besaß, und den Landgrafen von Hessen; Erzbischof Johann von Mainz nahm noch im gleichen Jahr die Brüder Heinrich und Henne Holzsadel als Burgmannen in Fritzlar mit 20 Gulden Burglehen auf, als Wiedergutmachung für den ihrer Familie entstandenen Schaden. Erneute Belehnungen der Holzsadel durch die Landgrafen mit Haus, Burgsitz und Grundbesitz in Nassenerfurth sind 1437 und bis 1491 urkundlich belegt.

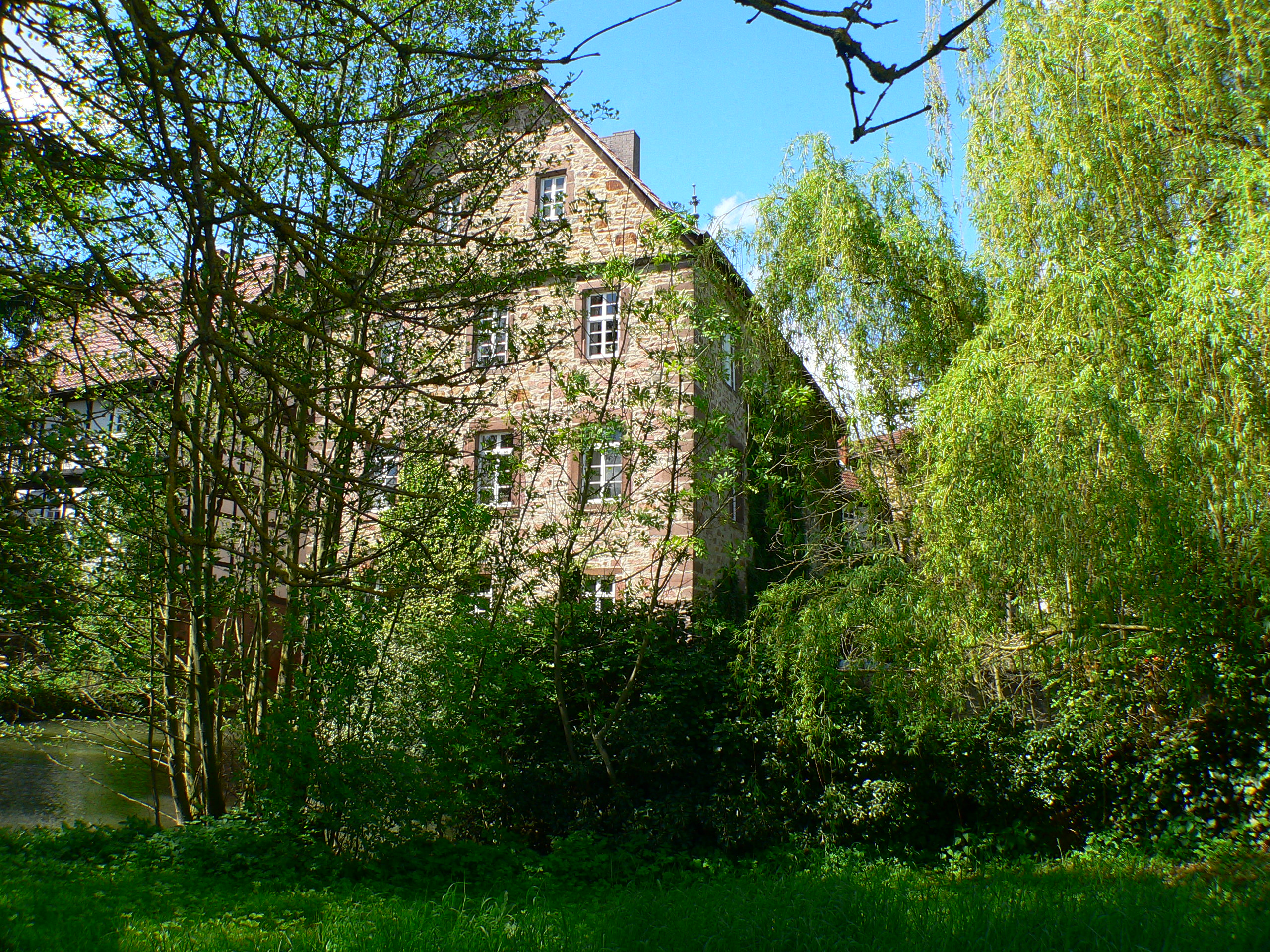
Schloss Nassenerfurth

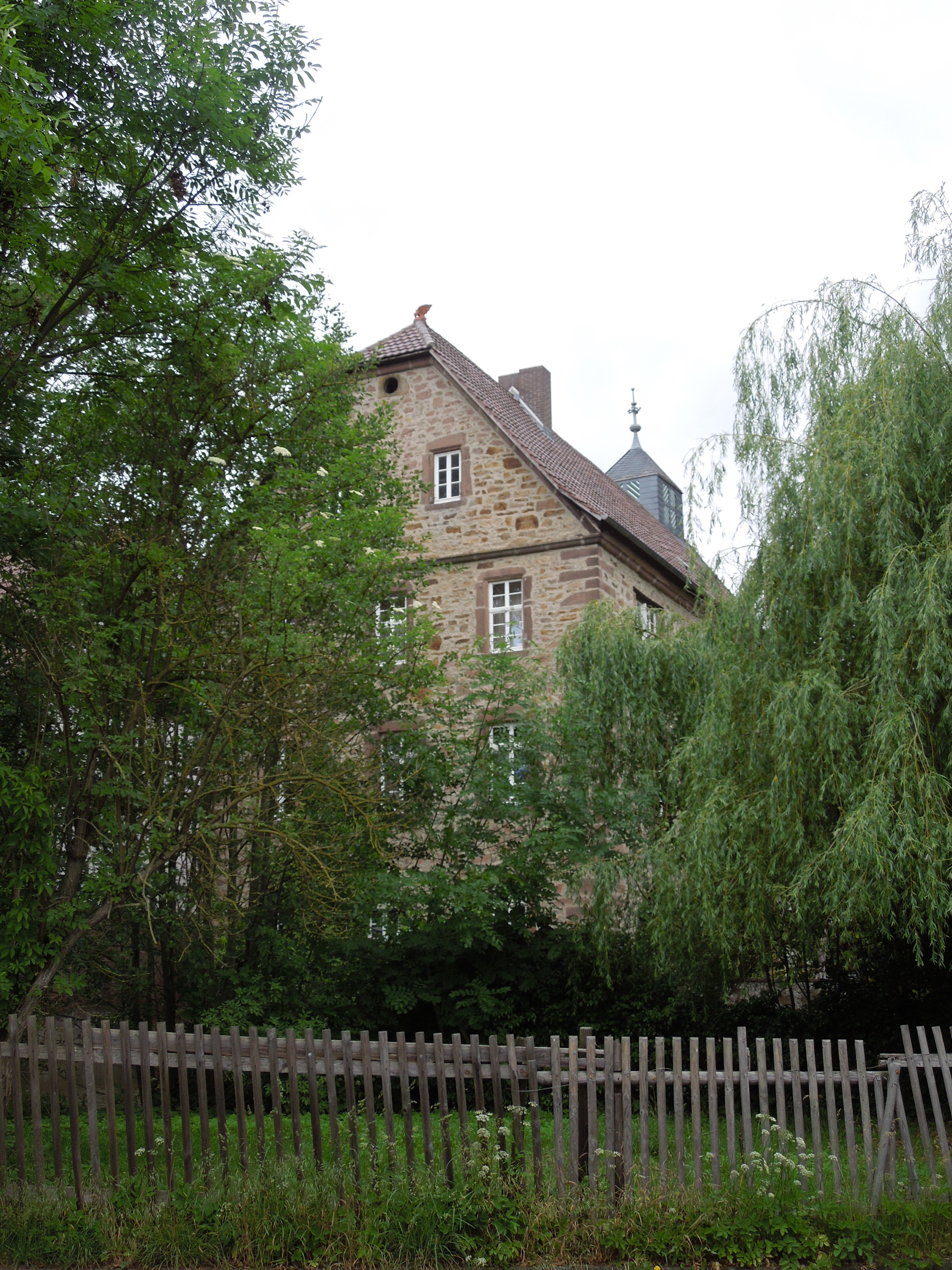
Schloss Nassenerfurth, Südseite

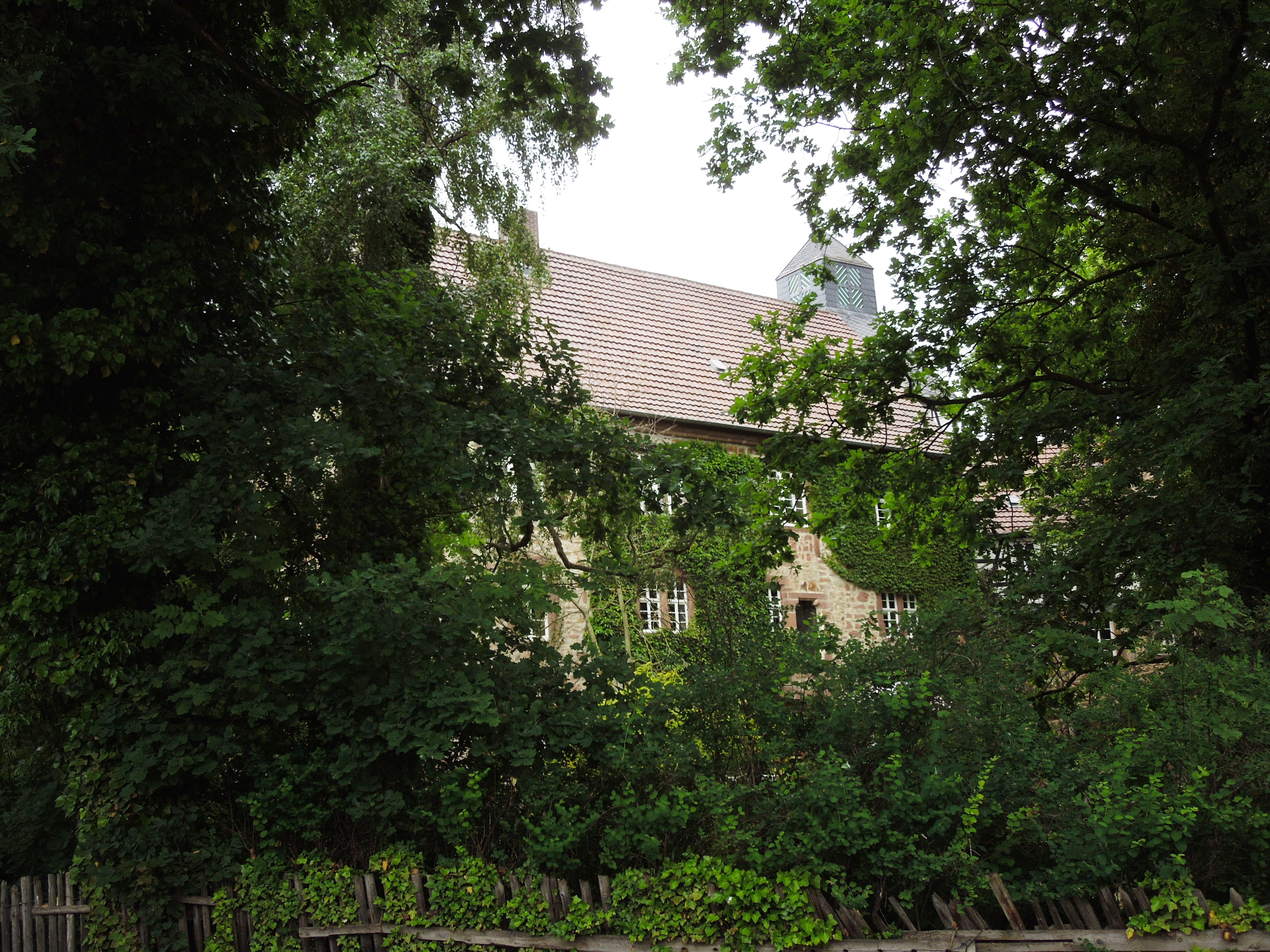
Schloss Nassenerfurth, Ostseite

1485 wurde das Haus der Holzsadel zu Nassenerfurth in den landgräflichen Kriegen erneut zerstört, und im Jahre 1516 verkaufte der Sinziger Amtmann Werner Holzsadel die Burg und Hofreite an die Familie derer von Wildungen, die daraufhin auch von Landgraf Philipp I. damit belehnt wurden. 1538 belehnte Landgraf Philipp seinen Ministerialen Hiob von Schrendeisen mit Burg und Dorf Nassenerfurth, die dieser über seine Mutter Elisabeth von Wildungen geerbt hatte. Dessen Söhne verkauften die Burg im Jahre 1590 an Philipp Wilhelm von Cornberg, außerehelichen Sohn des Landgrafen Wilhelm IV., der sie aber bereits 1594 an seinen Halbbruder, Landgraf Moritz, verkaufte. Dieser belehnte 1598 Asmus von Baumbach mit der Burg und dem Dorf. Die Belehnung an die Baumbachs wurde wiederholt erneuert, und bis in die frühen 1990er Jahre blieb das Schloss Privatbesitz der Familie.
Asmus von Baumbach ließ an der Stelle der alten Burg, unter Einbeziehung von deren Resten, ein neues Schloss mit einem dreigeschossigen massiven Hauptbau errichten und östlich dahinter einen Lustgarten anlegen. Der große Wirtschaftsbau wurde 1622 errichtet. Im Dreißigjährigen Krieg wurde das Schloss am 7. September 1631 von Truppen der Katholischen Liga geplündert und verwüstet und im Jahre 1636 von polnischen Truppen ein zweites Mal heimgesucht. Nach dem Ende des Kriegs wurde die Anlage restauriert und im Laufe der folgenden zwei Jahrhunderte durch zusätzliche Wohn- und Wirtschaftsgebäude erweitert.

## Die Anlage
Kern der Schlossanlage ist die aus drei miteinander verbundenen großen, dreistöckigen, gegeneinander grob halbkreisförmig verwinkelten Gebäuden bestehende Hauptburg. Sie wurde um 1600 erbaut und ist von ummauerten Wassergräben umgeben, die auf der Nordseite teilweise verlandet sind. Von der Vorburg im Westen führt eine zweibogige Steinbrücke über den Graben zum Haupttor in der Mitte der Westseite.
Die Tordurchfahrt mit dem Renaissance-Portal in dem schmalen, dreigeschossigen Torbau aus verputztem Bruchstein mit Eckquaderung ist rundbogig gewölbt in rechteckigem Rahmen. Die Gewände und Rahmenpilaster des Portals sind in Flachrustika ausgeführt, die Pilaster mit toskanischen Kapitellen und darüber Obelisken. Die Zwickel sind mit Medaillons verziert. Über dem Portal ist ein gekuppeltes Zwillingsfenster auf drei Konsolen; rechts und links davon befinden sich zwei das Portal bekrönende Ornamentsteine mit Beschlagwerk.
Südlich des Torbaus schließt sich der dreigeschossige massive Wohn- und Hauptflügel des Schlosses an. Er ist auf der (östlichen) Hofseite vier-, auf der südlichen Giebelseite dreiachsig gegliedert. An der unregelmäßig gegliederten Westseite dient nur die Fensteranordnung zur Gliederung. Die Fenster sind Einzel- oder gekuppelte Zwillingsfenster. Der nördlich an den Torbau anschließende dreigeschossige Nordflügel ist im Erdgeschoss und im ersten Obergeschoss in der südlichen Hälfte massiv, ansonsten aus Fachwerk. An ihn schließt in nahezu rechtem Winkel nach Nordosten der Nordostflügel an, mit massivem Erdgeschoss und zwei Obergeschossen aus Fachwerk. Die Fachwerkteile der beiden Flügel stammen aus der Zeit kurz nach 1800. An der Hofseite sind diese beiden Flügel mit Sockelgesims verziert.
Im Winkel von Nord- und Nordostflügel befindet sich auf der Hofseite ein viergeschossiger polygonaler Treppenturm mit Bruchsteinmauerwerk, Eckquaderungen und Sockelgesims, der mit drei Seiten eines Achtecks herauskragt und über seinen drei Obergeschossen durch umlaufendes Gesims mit Karniesprofil verziert ist. An der Südseite ist der Eingang mit der Jahreszahl 1600 zwischen zwei Puttenköpfen über dem gotisierenden Schulterbogenportal. Über dem Portal verläuft ein karniesprofiliertes Gesims mit Zahnschnitt; darauf befindet sich zwischen Hermenpilaster und Dreiecksgiebel und mit Voluten gerahmt ein Doppelwappen der von Baumbach und der Schutzbar genannt Milchling. Der Treppenturm und die beiden anschließenden Flügel gehören einem gemeinsamen Baukonzept an, und aus der Höhe des Treppenturms als Steinbau schließt man, dass auch die beiden Gebäudeflügel ursprünglich Obergeschosse aus Stein oder deutlich repräsentativerem Fachwerk gehabt haben dürften.
Der Eingang zur Vorburg im Westen ist ein Spitzbogenportal mit der Jahreszahl 1515 im Scheitel. Südlich davon steht ein 1662 errichtetes bzw. erneuertes Wohnhaus mit massivem Erdgeschoss und Fachwerkobergeschoss, nördlich eine 50 m lange, massiv zweigeschossige Scheune mit Fachwerkobergeschoss und hofseitiger Holzgalerie. An einem Fenster der Außenseite findet sich die Jahreszahl 1622.

## Heutige Nutzung

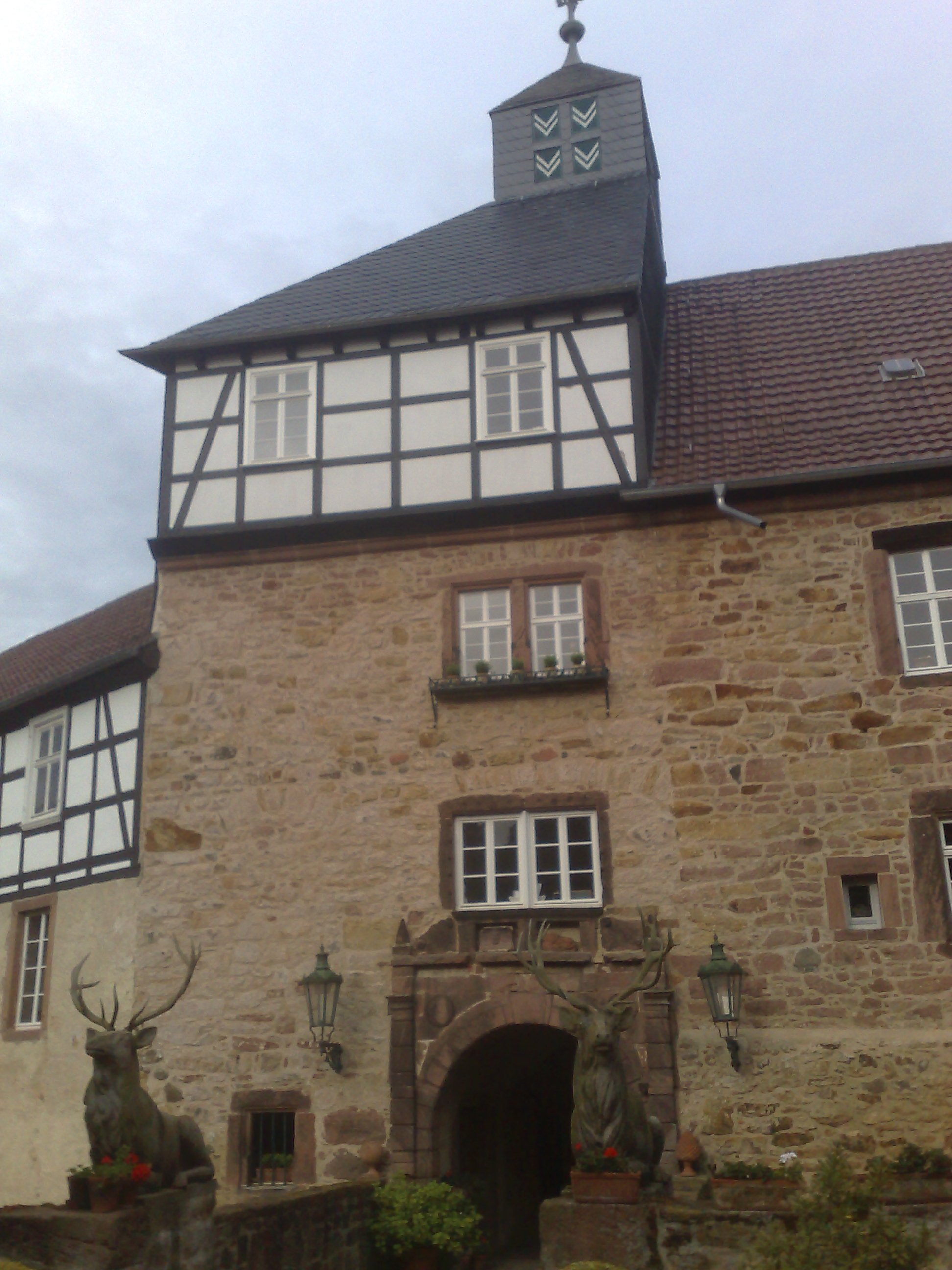
Haupteingang (2008)

Das Schloss stand seit den späten 1950er Jahren mehr als 40 Jahre leer. Die zum Wasserschloss gehörigen Ländereien wurden Mitte der 1950er Jahre an die PreussenElektra verkauft, die dort den Abbau von Braunkohle für das Kraftwerk in Borken betrieb. Die PreussenElektra versorgte die Gräben des Schlosses mit Wasser, um die Eichenpfähle, auf denen der Schlossbau errichtet war, feucht und stabil zu erhalten.
Die Erbengemeinschaft von Baumbach der Linie Nassenerfurth, deren Stammsitz das Schloss war, verkaufte die Liegenschaft Anfang der 1990er Jahre an die Schloss Hirschrain GmbH, die ihren Sitz auf dem Wasserschloss nahm und es in „Schloss Hirschrain“ umbenannte. Die Haupt- und Nebengebäude wurden wieder instand gesetzt. Das „Schweizerhaus“, einst bewohnt von dem „Schweizer“, der mittelalterlichen Berufsbezeichnung des für den Tierbestand, insbesondere die Rinder, Verantwortlichen auf Gutshöfen, und das Hauptgebäude wurden vollständig saniert und mit authentischen Materialien innen und außen und mit neuer Versorgungstechnik wieder aufgebaut. Der fehlende Turmaufbau über dem Renaissance-Eingang entstand nach einem Entwurf in enger Zusammenarbeit mit der Denkmalschutzbehörde. 1993 schenkte Václav Havel dem Generalbevollmächtigten der Gesellschaft zwei liegende, lebensgroße Steinhirsche aus tschechischem Sandstein, die in der Kunsthochschule Prag hergestellt worden waren. Sie wurden rechts und links auf den Seitenmauern der Steinbrücke zum Eingang platziert und stehen für den Namen „Schloss Hirschrain“. Die Sanierungsarbeiten gestalteten sich sehr schwierig, weil es durch den Bergbau zu Grundwasserabsenkungen und deshalb auch zu Absenkungen am südwestlichen Bereich des Hauptgebäudes kam; hier wurde ein Stahlgerüst in das Gebäude eingebaut, um den Bau zu stabilisieren. Der verlandete Wassergraben wurde 2004 vollständig ausgebaggert und auf der Ostseite wurde eine neue, 12,5 Meter lange und frei gespannte Brücke aus Eichenbalken über den Graben errichtet. Ab Anfang der 2000er Jahre beteiligte sich eine Privatinvestorin an den weiteren Sanierungsarbeiten. Sie übernahm 2002 das Wasserschloss von der Schloss Hirschrain GmbH und beide führen seitdem die Pflege und Instandhaltung gemeinsam fort.
Heute ist das Schloss in Privatnutzung. Im Schweizerhaus ist heute ein Hotel eingerichtet, und im Haupthaus werden in einer Nebenstelle des Standesamtes der Stadt Borken Trauungen vollzogen. Teile der Gebäude und des Geländes können für private Veranstaltungen gemietet werden.
Seit dem 1. Mai 2018 leben der Regisseur Otto Kulka und die Schauspielerin Bettina Hauenschild im Schloss Nassenerfurth. Seitdem bezeichnen sie es als „Schloss Hirschgarten“. Die Gemeinschaft von mittlerweile (2020) fünf Personen betreibt in der Anlage eine Kräutergärtnerei und bietet Seminare, Meditationen, Massagen oder die Veranstaltung von Hochzeiten an.